# Synagoge (Zalužany)
Koordinaten: 49° 32′ 27″ N, 14° 5′ 8,6″ O

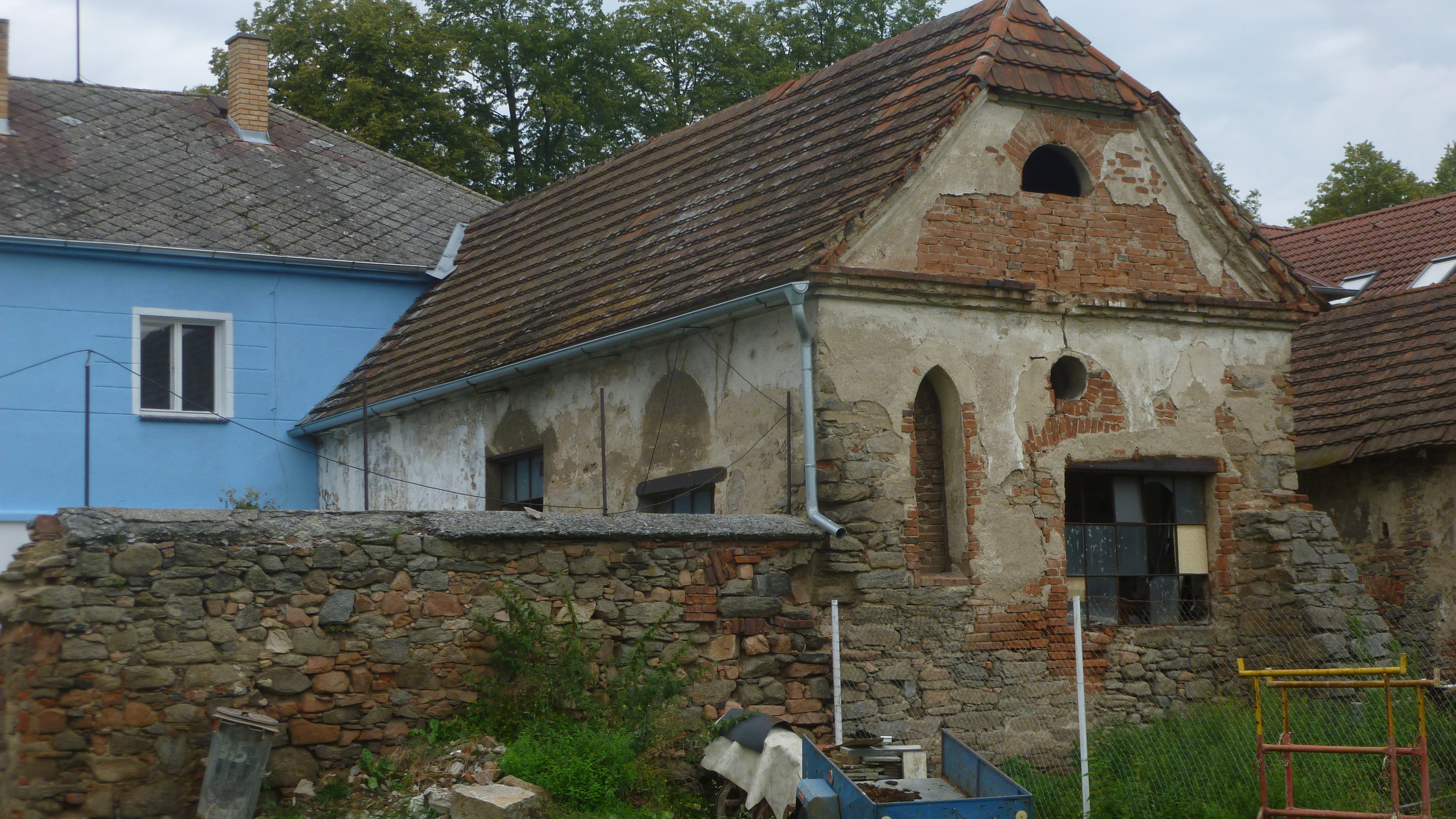
Ehemalige Synagoge in Zalužany (2016)

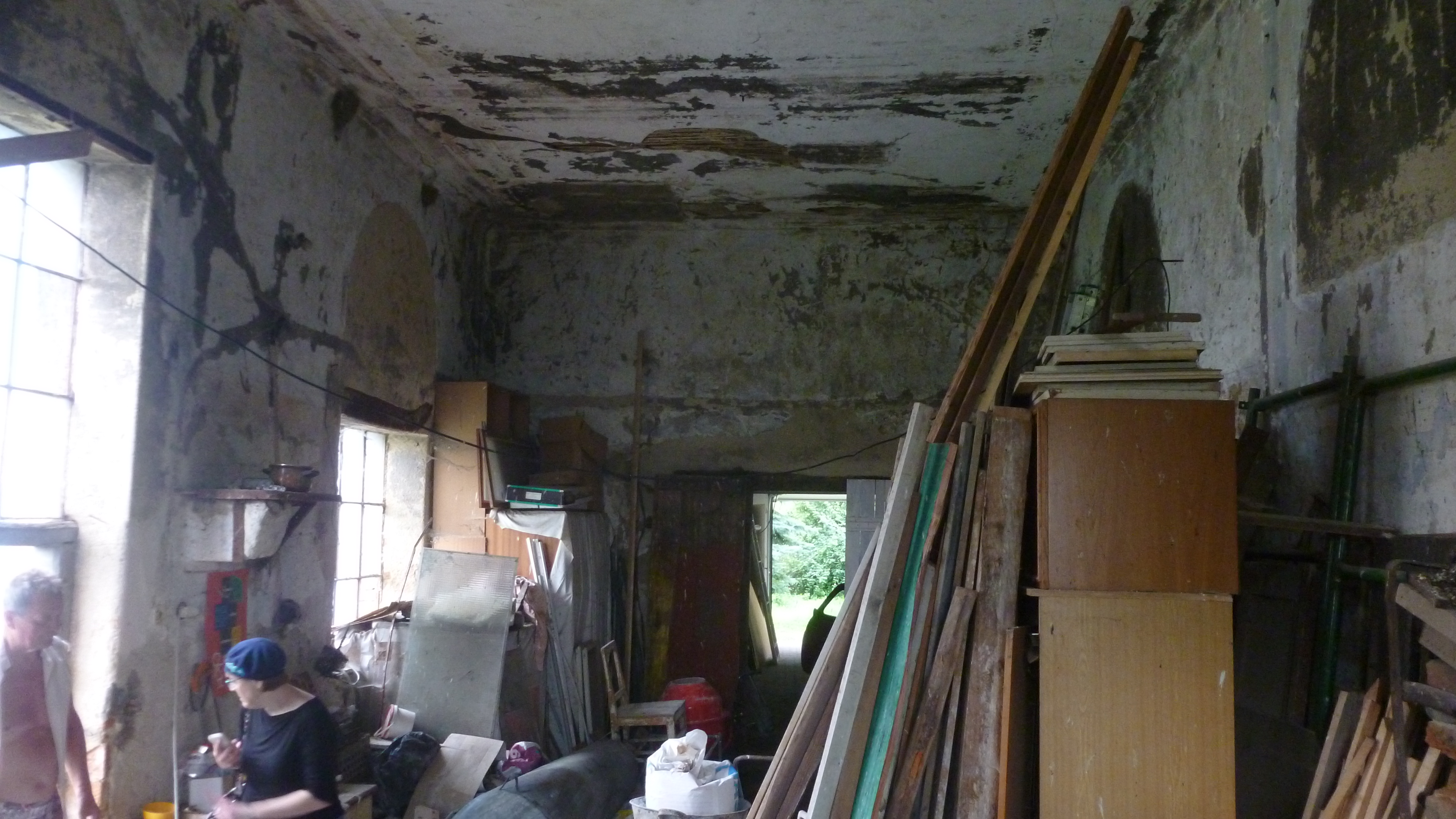
Innenansicht

Die Synagoge in Zalužany (deutsch Saluschan), einer Gemeinde im Okres Příbram in der Region Středočeský kraj in Tschechien, wurde im 19. Jahrhundert errichtet. Die profanierte Synagoge wurde in den letzten Jahrzehnten als Lager benutzt.